# Столбовой
Остров Столбовой (на руски: Столбовой остров) е остров в море Лаптеви, най-западния от Ляховските острови, от групата на Новосибирските острови. Административно влиза в състава на Якутия, Русия. Площ около 170 km2. Има издължена форма от север-северозапад на юг-югоизток с дължина 46 km и ширина до 10 km. Максимална височина 222 m, разположена в южната му част. Изграден е основно от гранити. Покрит е с арктическа тундра.
Островът е открит през 1691 г. от руския търговец на ценни животински кожи М. Мухоплев, но не е отразен точно на тогавашните карти и не е изследван. През 1800 г. е вторично открит и първично топографски картиран от друг руски търговец на ценни животински кожи Яков Санников.

## Топографски карти
- Лист от карта S-53-XVI, XVII, XXII, XXIII.